# Милорад Павич
Милора́д Па́вич (серб. Милорад Павић; 15 жовтня 1929, Белград — 30 листопада 2009, Белград) — сербський поет, прозаїк, літературознавець, перекладач, фахівець з історії сербської літератури XVII—XIX ст., сербського бароко та поезії символізму. Один із найчитаніших письменників екс-Югославії XX століття[джерело?], його твори перекладено 30 мовами.
Письменника вважають одним з найяскравіших представників постмодернізму і магічного реалізму XX століття. Його найбільш відомий роман «Хозарський словник», який Павич видав 1984 року, приніс авторові всесвітню славу. Серед інших його творів — «Пейзаж, намальований чаєм», «Ящик для письмового приладдя», «Зоряна мантія» та інші. Свою останню книгу, «Мушка», письменник видав у 2009 році.
М. Павич викладав у багатьох європейських університетах (в Парижі, Відні, Фрайбурзі, Реґензбурзі, Белграді), переклав сербською Байрона і Пушкіна, був номінований на Нобелівську премію в галузі літератури у 2004 році.
Перший голова Товариства сербсько-української дружби.

## Біографія

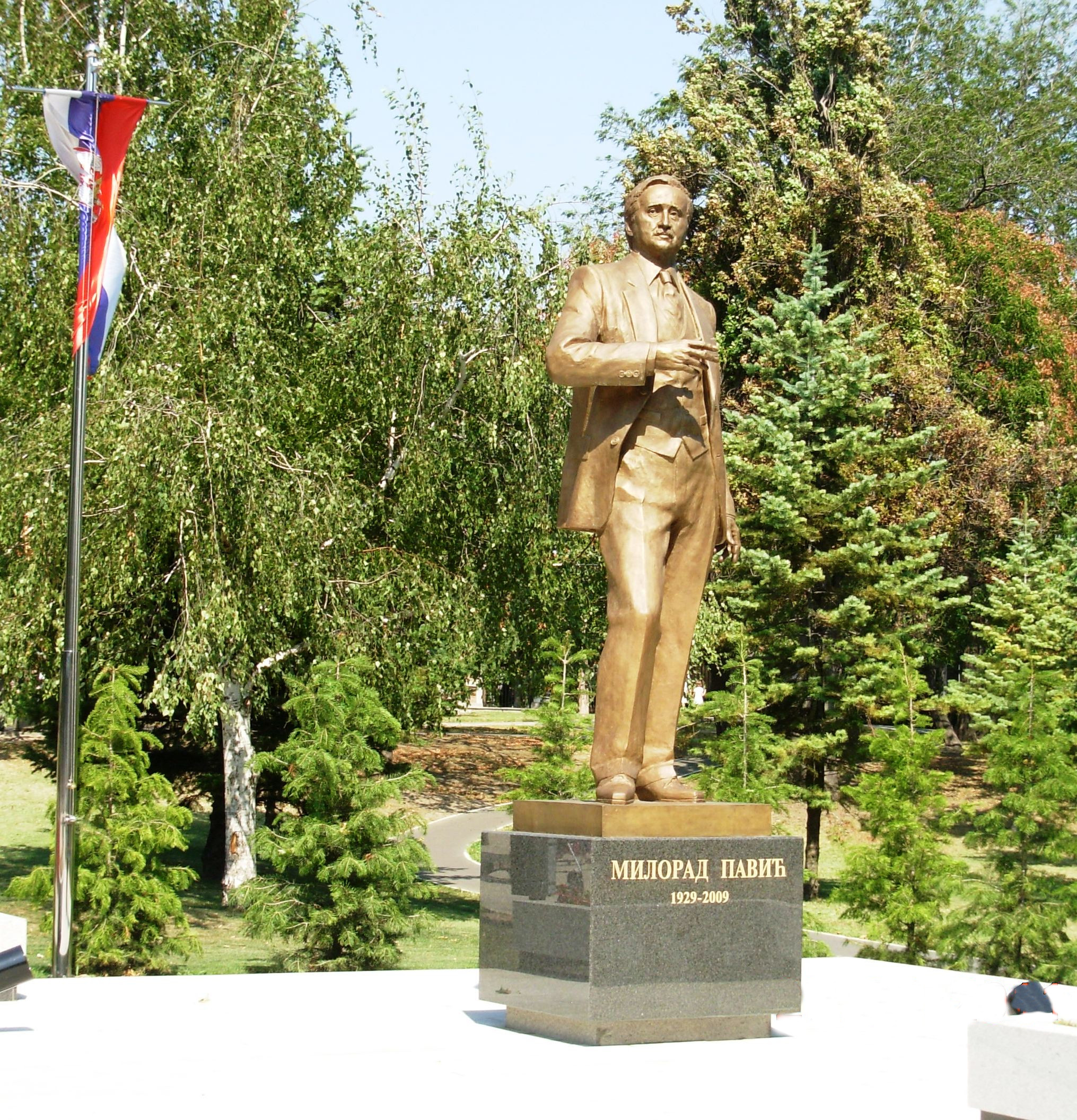
Пам'ятник Милораду Павичу

Народився майбутній письменник у Белграді (Сербія) 15 жовтня 1929 року. В автобіографічному нарисі Павич, описуючи своє народження, особливо підкреслював те, що він з'явився на світ під знаком Терезів.
Його батько був скульптором, а мати — вчителькою у гімназії . Їх поєднала любов до спорту, особливо закохані захоплювалися лижами й вправами на гімнастичних снарядах. Найчастіше бували в діда Аца, який мав великий баштан, де вся сім'я ласувала кавунами. Багато чого з цього зачарованого світу Панчева пізніше потрапило в прозу письменника. Всім цим Павич дуже нагадує українського письменника й кінорежисера О. Довженка: те ж саме відчуття рідної землі та природи, той самий дух і світосприйняття, що й у автора «Зачарованої Десни».
Учився Милорад Павич в школі імені Карагеоргія в Белграді. З першого класу до школи ходив самостійно. Батько лише одного разу відвів хлопчика до школи, оформив документи й сказав, що тепер він буде самостійно кожного дня о восьмій годині приходити на уроки. «Я так і робив, адже школа була поруч з будинком, і все це не здавалося мені дивним,— згадував пізніше Павич.— Узагалі ж, ще до того, як я почав учитися, я ходив у якийсь французький дитячий садок, що знаходився в тім же дворі, що й школа, я пам'ятаю смішну француженку, що ми називали її „тітка Дроль“».
У 1949 році М. Павич вступив до Белградського університету, а в 1954 році закінчив відділення літератури філософського факультету. Це були значущі роки в житті майбутнього письменника: він отримує різноманітні знання, йде формування світогляду й його особистого світосприйняття. Саме тут, в університеті, Павич починає писати, відпрацьовуючи свій оригінальний стиль. «Тоді я був здатний писати в будь-яку годину дня або ночі,— згадував письменник.— Сьогодні пишу тільки вечорами або з ранку».
Треба відзначити, що в родині Павичів Милорад був не першим і не єдиним письменником: у родоводі по батьківській лінії письменники були ще в XVIII столітті. У цій славетній родині завжди хтось займався літературою. Так, наприклад, Емерик Павич ще в 1768 році опублікував у Будимі книгу віршів, він писав десятистопним віршем народного епосу. Сам Милорад Павич ще з дитинства хотів бути схожим на дядька по батьківській лінії, Миколу Павича, який у той час, у середині XX століття, був відомим письменником. Милорад хотів продовжити літературні традиції своєї родини й був дуже радий, що йому вдалося зробити це. «Я завжди любив слухати, як мій дядько Микола, який був блискучим оповідачем, мій дід Аца та моя тітка по матері Емілія згадували випадки з історії нашої родини,— напише у своїх автобіографічних нарисах вже всесвітньо відомий письменник.— При цьому я мимоволі навчався майстерності усного оповідання. У Панчеві в мене було чотири бабці. Одна з них — Козара — була красунею й залишалася нею до глибокої старості. Вона краще з інших її сестер уміла вчинити тісто й могла заспівати пісню про кожен знак Зодіаку, я потім знаходив ці пісні в старовинних календарях XVIII і початку XIX століття.»
Тісний зв'язок з народними витоками, фольклорною літературою призвели до появи оригінальної поезії і прози Милорада Павича. Він — автор декількох поетичних збірок і численних романів. Добре володіючи російською та англійською мовами, Павич проявив себе й як видатний перекладач творів Пушкіна та Байрона. Професор Павич є дійсним членом Сербської Академії наук і мистецтва (1991), регулярно читає лекції у Белграді, Сорбонні, Регенбурзі, Відні. Твори Милорада Павича — найбільш популярні у сучасного читача. «Вашингтон таймс» вважає його «оповідачем, який дорівнює Гомеру», південноамериканська критика характеризує Павича, як «найвидатнішого письменника сучасності» («Веха», Сан-Пауло), а в Іспанії він визнаний «однією з найвеличніших особистостей світової літератури» («Темпо», Мадрид).
«Хазарський словник»
Роман «Хазарський словник» — це своєрідний сплав історичного дослідження, художнього тексту, енциклопедичного довідника. Твір має підзаголовок — «роман-лексикон у 100 000 слів», а також цікавий епіграф: «На цьому місці лежить читач, який ніколи не відкриє цю книгу. Тут він спить вічним сном». Оригінальність роману полягає ще й в тому, що він існує у двох іпостасях: жіночої і чоловічої версії. Роман являє собою стилізацію давніх наукових трактатів і досліджень — сучасну версію нібито колись існуючого «Хазарського словника» 1691 року.
Твір має всі атрибути наукового дослідження: зміст, попередні відомості про видання (передмова до сучасного видання, історію написання «Хазарського словника», склад словника, статті про те; як користуватися словником, фрагменти передмови знищеного видання 1691 року), основний зміст словника, що передає історію хазар через три види джерел: християнські (Червона книга), ісламські (Зелена книга) і єврейські (Жовта книга). Крім цього, додаються так звані Appendix І та Appendix II, а також заключні примітки. Цікаво, що в Червоній, Зеленій і Жовтій книгах йдеться майже про одні і ті самі події, але подані з різних точок зору. У кожній з книг фігурує багато персонажів, але деякі з них представлені у всіх трьох книгах. Це принцеса Атех і Каган, а також статті «Хазарська полеміка» та «Хазари».

### Автобіографія
|  | Я письменник уже дві сотні років. Далекого 1766 р. один Павич, видав у Будимі свою збірку віршів і відтоді нас вважають письменницькою родиною. Народився я 1929 р. на узбережжі однієї із чотирьох райських річок о 8:30 ранку під знаком Терезів (підзнак Скорпіона), за гороскопом ацтеків — Змія. Уперше зазнав бомбардувань у 12 років. Удруге у віці — 15 років. Поміж тими двома бомбардуваннями я уперше закохався і під німецькою окупацією примусово вивчив німецьку. Тоді ж я потайки навчився англійської від одного пана, який курив люльку з духмяним тютюном. У той же час я вперше забув французьку (пізніше я забував її ще двічі). Нарешті, на одній псарні, куди я потрапив, ховаючись від англо-американського бомбардування, один російський емігрант, царський офіцер, почав мені давати уроки російської з книжок Фета і Тютчева. Інших російських книжок у нього не було. Тепер я думаю, що вивченням мов було до певної міри перевтіленням у різноманітних заворожених звірят. Я любив двох Іванів — Івана Дамаскина і Івана Золотоустого (Хризостома): У моїх книжках я реалізував набагато більше любові, аніж у своєму житті. Лише за одним винятком, який і досі триває. Ніч у сні солодко прилипала до обох моїх щік. До 1984 р. я був найменш читаним письменником у своїй країні, а від того року поспіль — найбільш читаним. Я написав роман у вигляді словника, другий у вигляді кросворда, третій — у вигляді клепсидри і четвертий — у вигляді довідника гадання картами Таро Я намагався якнайменше перешкоджати тим романам. Вважаю що роман — це рак. Існує завдяки своїм метастазам. З кожним днем я дедалі менше є автором своїх уже існуючих книжок, але дедалі більше майбутніх, яких можливо, так ніколи і не напишу. На мій подив мої книжки дотепер перекладені 66 разів на різні мови. Словом, я не маю біографії. Маю лише бібліографію. Критики у Франції та Іспанії відзначили що я — перший письменник XXI ст., а жив я у XX ст., коли треба було довести невинність а не провину. Найбільше розчарувань від життя я спізнав від перемог. Перемога не виплачується. Я знав що треба торкатися живих рукою. Я нікого не вбив. Зате мене вбили. Задовго до смерті. Для моїх книжок було б краще, якби їх автор був якимось турком чи німцем. Я був найвідомішим письменником найненависнішого народу у світі — сербського народу. XXI ст. для мене почалося avant la date 24 березня 1999 р. коли НАТО впродовж 78 днів бомбардувало Белград та Сербію. Відтоді Дунай, на берегах якого я народився вже не судноплавний… Гадаю, що Бог осипав мене безмежною милістю, подарувавши мені радість писання, але тією ж мірою покарав мене, либонь, що через ту таки радість". |

### Українські переклади
- Таємна вечеря/Павич М.; пер. з серб. О. Дзюба // Сучасність. — 1997. — № 6. — С.26-29.
- Хозарський словник (чоловічий примірник) (Львів, Класика, 1998; Харків, Фоліо, 2004).
- Хозарський словник (жіночий примірник) (Харків, Фоліо, 2004).
- Остання любов в Царгороді (Львів, Класика, 1999).
- Автобіографія / Павич М.; пер. з серб. І. Лучук // Незалежний культурологічний часопис «Ї». — 1999. — № 15. — С. 45-48.
- Скляний слимак / Павич М.; пер. з серб. І. Лучук // Незалежний культурологічний часопис «Ї». — 1999. — № 15. — С. 49-63.
- Початок і кінець роману / Павич М.; пер. з серб. Н. Чорпіта // Незалежний культурологічний часопис «Ї». — 1999. — № 15. — С. 64-67.
- Коні святого Марка, або роман про Трою / Павич М.; пер. з серб. О. Рось // Незалежний культурологічний часопис «Ї». — 1999. — № 15. — С. 60-67.
- Принц Фердинанд читає Пушкіна / Павич М.; пер. з серб. А. Татаренко // Незалежний культурологічний часопис «Ї». — 1999. — № 15. — С. 68-73.
- Корсет / Павич М.; пер. з серб. Н. Чорпіта // Незалежний культурологічний часопис «Ї». — 1999. — № 15. — С. 74-90.
- Зоряна мантія (Львів, Класика, 2002).
- Дамаскин: Оповідання для комп'ютера та циркуля / Павич М.; пер. з серб. О. Микитенко // Всесвіт. — 2002. — № 7-8. — С. 3-26.
- Скляний слимак: вистава на дві перші дії / Мілорад Павич; пер. з серб.   І. Лучук // Всесвіт. — 2008. — № 9-10. — С. 35-52.
- Еротичні історії (Харків, Фоліо, 2008) — зібрання творів.

- Вірші з трьох збірок / Мілорад Павич; пер. зі серб. І. Лучука //  Сучасність. — 2009. — № 9. — С. 16-36.
- Ікар: [поезії] / Мілорад Павич; пер. з серб. І. Лучука //  Кур'єр Кривбасу. — 2011.–  № 254—255. — С. 216—220.